# Plaza de Belluga
La plaza del Cardenal Belluga de Murcia (Región de Murcia, España), conocida popularmente como plaza Belluga o plaza de la Catedral, es uno de los espacios urbanos más destacados de dicha ciudad española. Situada en el casco antiguo de la urbe, es una plaza peatonal, centro turístico y de restauración por excelencia. 
En ella se emplazan algunos de los monumentos más representativos de Murcia, como la Catedral de Santa María, el Palacio Episcopal o el Edificio Anexo del Ayuntamiento, obra señera de Rafael Moneo. Por este motivo constituye uno de los símbolos de la ciudad.
La plaza lleva el nombre de Luis Antonio de Belluga y Moncada, (1662-1743), obispo de Cartagena, cardenal de la Iglesia católica y virrey de Murcia y Valencia.

## Ubicación
Situada en pleno casco antiguo de la capital murciana, concretamente en su zona sur más próxima al río Segura y al centro de poder político que tradicionalmente ha representado el cercano Arenal (actual Glorieta), dentro de las murallas medievales que delimitaban la antigua medina musulmana. 
A esta plaza desembocan arterias tan tradicionales del casco antiguo como las calles San Patricio, Frenería, Arenal, Escultor Salzillo y Apóstoles.
Su estratégica situación como centro del poder religioso de la ciudad (y desde la construcción del Edificio Anexo del Ayuntamiento en 1998, también de parte del poder político), hace que sea el centro neurálgico de numerosas celebraciones tales como la procesión del Corpus Christi, las romerías de la Virgen de la Fuensanta (principalmente la que tiene lugar durante la Feria de Septiembre) y constituye la carrera oficial de las afamadas procesiones de la Semana Santa de Murcia.

## Historia
Al contrario que otras plazas de origen medieval, tales como la plaza de Santa Catalina o la plaza de Santo Domingo, la plaza Belluga tiene un origen posterior centrado en el auge que vivió la ciudad en el siglo XVIII. Con motivo de la construcción de la nueva fachada principal de la Catedral (1737-1754), se proyectó para esta zona una remodelación con el fin de embellecer el entorno que rodeaba al templo y su lujoso imafronte, con el objetivo de que pudiera ser contemplado en condiciones, ya que la plazuela existente frente a la Catedral resultaba insuficiente. En este mismo lugar se hallaban ubicadas la vieja residencia de los obispos y las denominadas casas del Adelantado, antigua mansión del marqués de los Vélez.

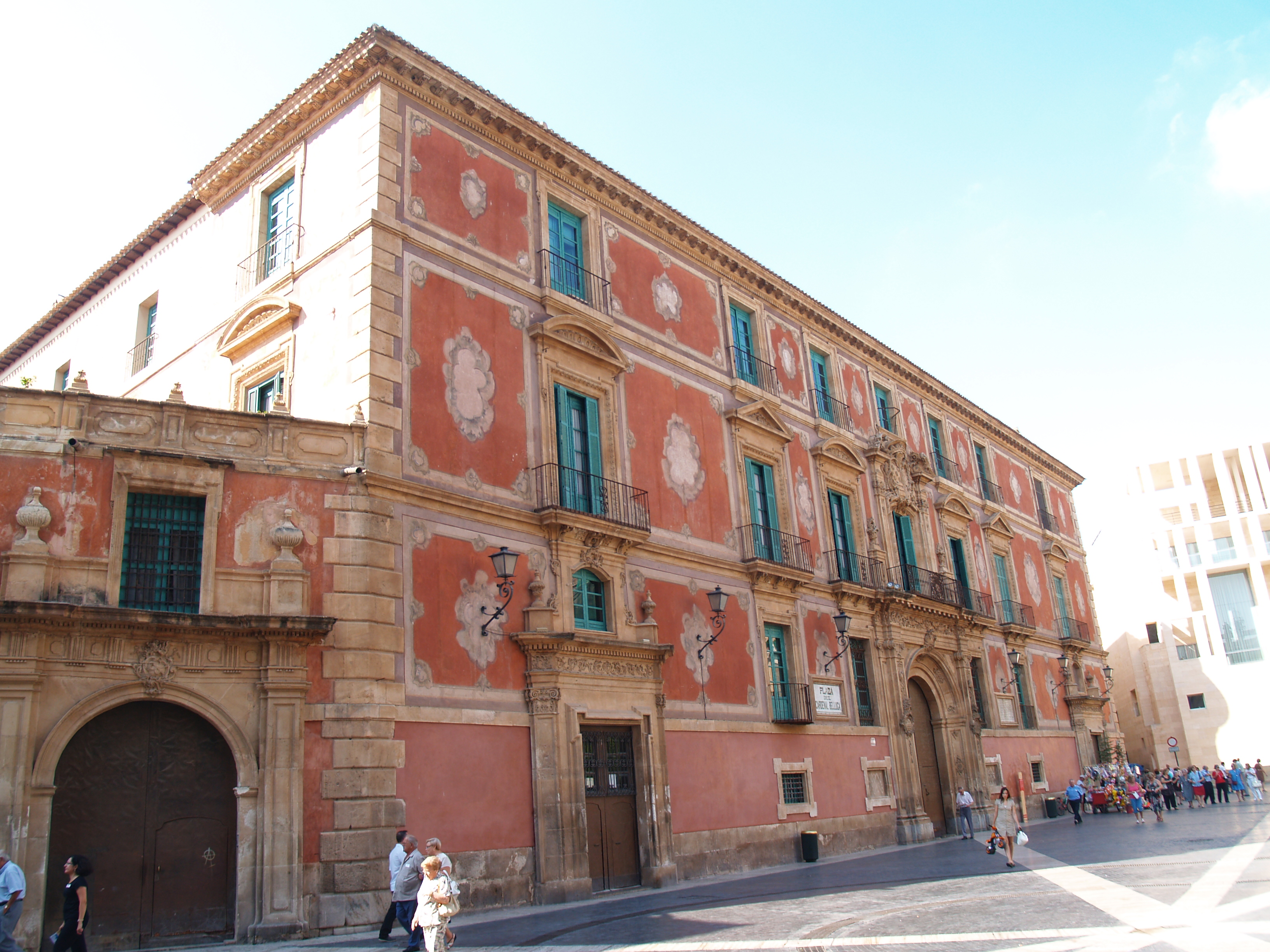
Imagen del Palacio Episcopal, el cual fue levantado como parte del proyecto de esta plaza. A la izquierda aparece la puerta de la Cárcel Eclesiástica y a la derecha un detalle del Edificio Anexo del Ayuntamiento (obra de Rafael Moneo).

La propuesta de apertura de la plaza fue realizada por el obispo de la Diócesis de Cartagena, Juan Mateo López (1742-1752). Este planteó la necesidad de llevar a cabo la construcción de un nuevo Palacio Episcopal, debido a las deficiencias que presentaba el antiguo edificio. El lugar elegido para la nueva ubicación fue el solar que ocupaban las casas del Adelantado, iniciándose las obras del inmueble en 1748.
En un primer momento, la corporación municipal estuvo de acuerdo con el proyecto de la plaza. Se entablaron conversaciones entre el obispo y el concejo con el fin de establecer el trazado definitivo de la misma, manejándose dos propuestas. El Consistorio proponía derribar por completo el edificio del viejo Palacio Episcopal y crear una gran explanada frente a la fachada de la Catedral y el nuevo palacio que se construía. Por el contrario, el obispo Mateo planteaba la demolición sólo de algunas dependencias del viejo palacio, conservando otras para ser posteriormente alquiladas o vendidas, con lo que el tamaño de la plaza sería menor.
Este debate entre consistorio y obispado retrasó las obras en la zona durante años. En ese periodo de tiempo, el obispo Mateo falleció y fue nombrado un nuevo prelado, Diego de Rojas y Contreras (1753-1772), el cual continuó defendiendo el proyecto del primero. Un año más tarde (1754), quedaba concluido el imafronte catedralicio, mientras continuaban las dudas sobre el proyecto de la nueva plaza, encargando el obispo un estudio detallado sobre el caso y una propuesta de solución a su hermano, Bernardo de Rojas. El trazado que Bernardo de Rojas propuso para la plaza coincide prácticamente con el espacio que esta ocupa hoy.
De esta manera, la plaza (llamada en un principio del Palacio) fue abierta definitivamente en el año 1759, presentando un diseño típicamente barroco, que busca la perspectiva. 

La plaza Belluga en 1890

Este espacio ha sufrido diversas remodelaciones a lo largo de su historia. En 1884 pasó a denominarse como plaza del Cardenal Belluga, nombre que ha perdurado hasta la actualidad. En aquel momento también se proyectó la erección de un monumento conmemorativo hacia esta figura histórica, pero no se llevó a cabo hasta mediados del siglo XX, colocándose finalmente en otro lugar, en la cercana Glorieta. 
A finales del XIX se construyó en el centro de la plaza un pequeño jardín con fuente. Este fue retirado en 1995, siguiendo el proyecto de remodelación de Rafael Moneo, convirtiéndose en un espacio completamente diáfano con carácter peatonal.

## Edificios de interés
El principal edificio de la plaza no es otro que la Catedral de Santa María. Inmueble más representativo de la ciudad, sede de la Diócesis de Cartagena desde 1291. En un primer momento fue utilizando como tal el edificio que fue mezquita mayor de la ciudad (consagrada al culto cristiano en 1266 tras la conquista de Murcia), pero a partir de 1394 se comenzó a edificar el inmueble gótico que hoy nos ha llegado.
Consagrada en 1465, la anterior fachada principal fue obra renacentista de tiempos del obispo Esteban de Almeyda (1546-1563). Sin embargo, la mala cimentación de la misma además de la afección de riadas y terremotos hizo que ante el peligro de durrumbe se planteara su sustitución a comienzos del siglo XVIII. En 1732 se comenzó a demoler la fachada anterior, procediéndose a realizar la nueva entre 1737 y 1754, con cimentación debida a Sebastián Feringán y diseño de Jaime Bort. La monumentalidad de la misma (considerada uno de los mejores ejemplos del barroco español) motivó que tanto el obispado como el concejo promovieran una reforma urbana que dio lugar a la actual plaza de Belluga.

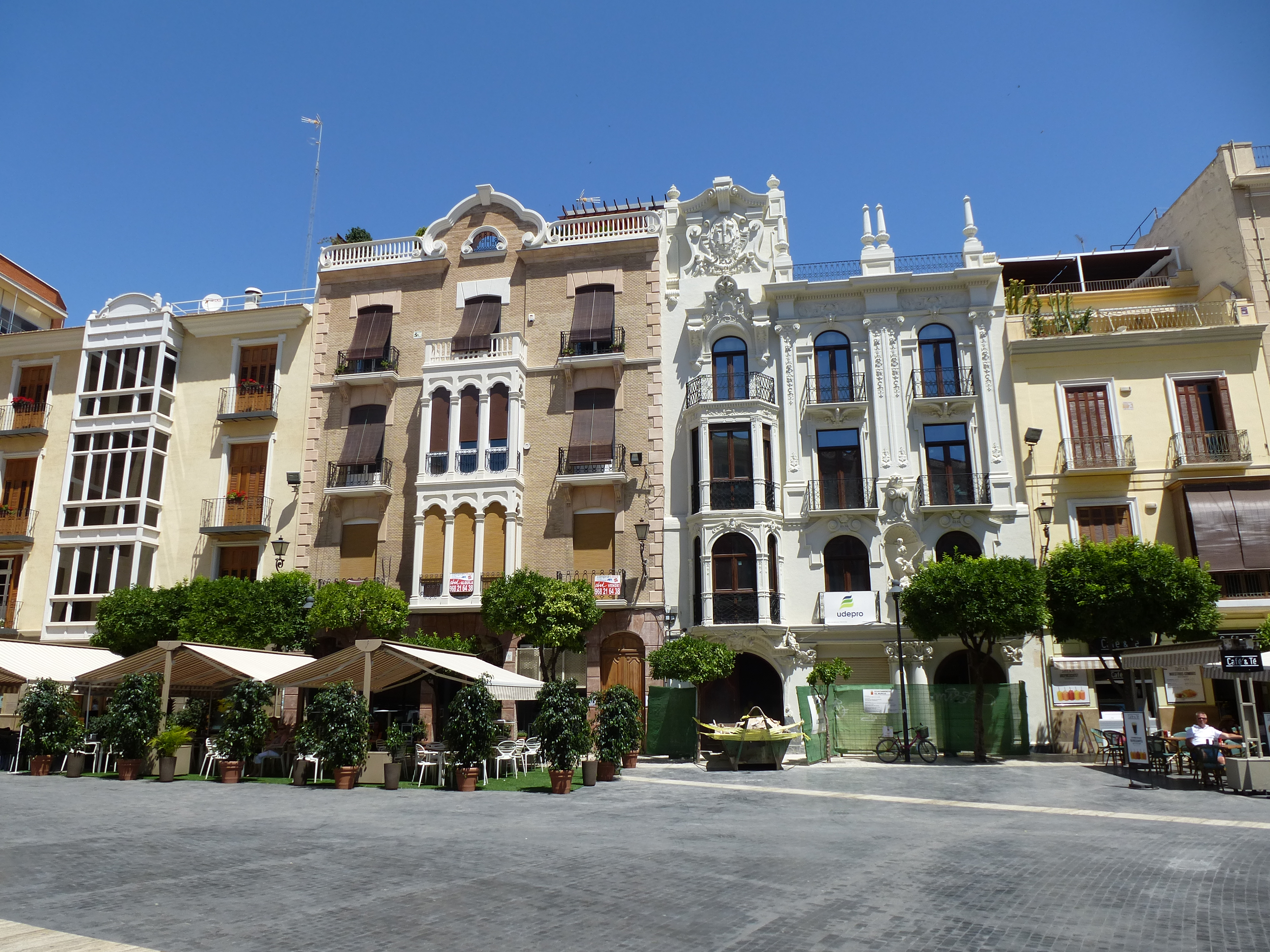
Viviendas de la plaza de Belluga, con la casa de los Dragones

Como parte de la reforma se levantó en lo que sería la plaza otro de sus edificios señeros, el nuevo Palacio Episcopal de Murcia, construido entre 1748 y 1768 por los arquitectos José López y Baltasar Canestro. Se trata del principal palacio barroco de la ciudad. A la plaza Belluga mira la fachada principal, contando con otra fachada que da a la Glorieta.
Dentro del mismo conjunto destaca un pequeño edificio que se encuentra igualmente en la plaza y que sirve de conexión entre el palacio y el contiguo Seminario Mayor de San Fulgencio, es la Cárcel Eclesiástica de la diócesis, igualmente barroca y de la misma cronología.

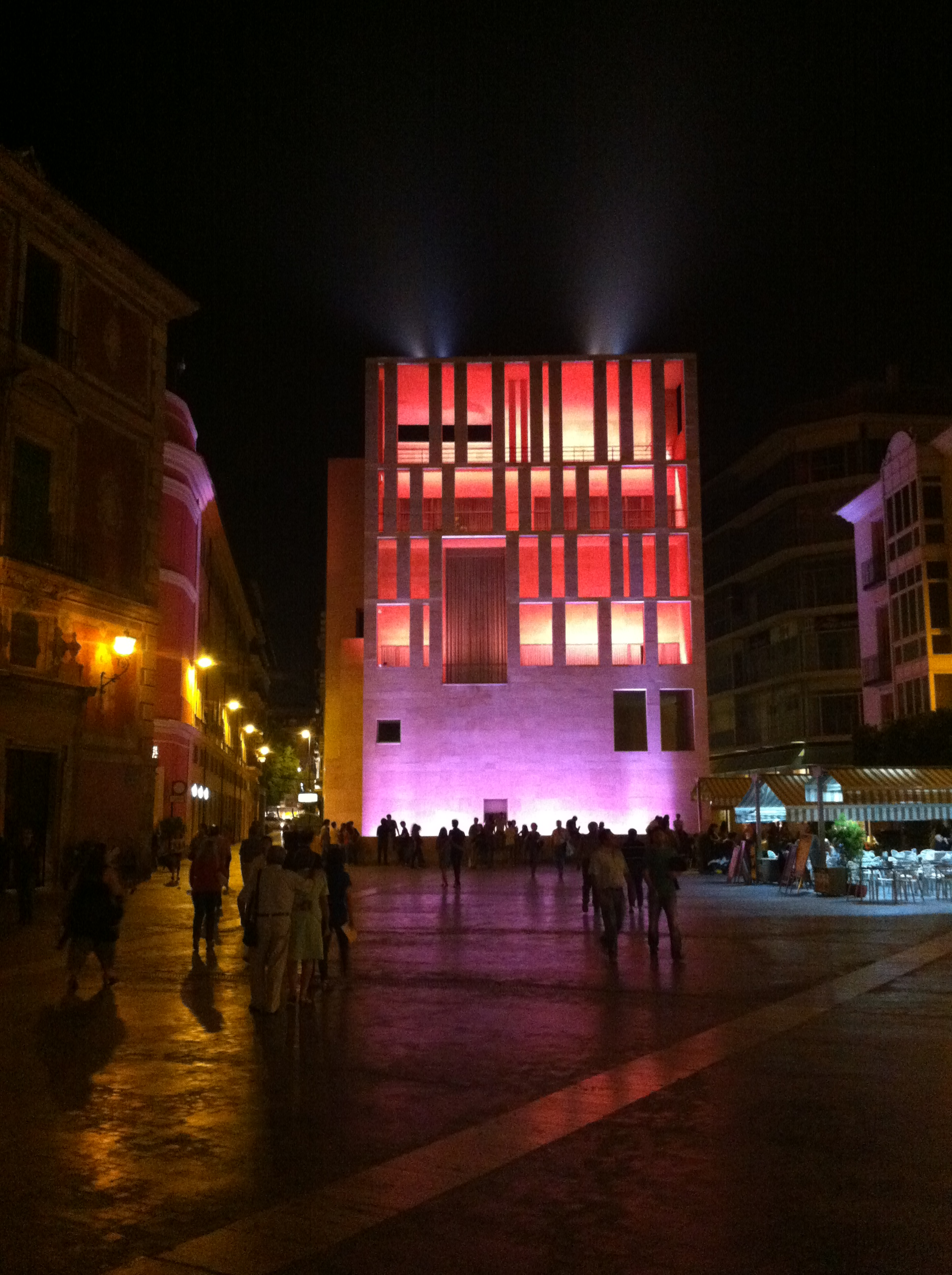
Imagen nocturna de la plaza con el Edificio Anexo del Ayuntamiento, diseñado por Rafael Moneo en 1998.

En el lado norte de la plaza, el único que no cuenta con edificios monumentales sino con viviendas privadas, se encuentra un conjunto de construcciones de finales del siglo XIX y principios del XX de estilo ecléctico y modernista. Uno de los más destacados es el edificio neobarroco con tintes modernistas diseñado por el arquitecto Joaquín Dicenta en la década de 1920, la denominada Casa de los Dragones, realizada para el industrial Francisco Peña, propietario de la Fundición Peña. 
A finales del siglo XX, habiéndose quedado pequeña la Casa consistorial de Murcia (situada en la colindante Glorieta) y existiendo un solar contiguo en la parte trasera del inmueble, al otro lado de la calle San Patricio; solar que daba a la plaza Belluga y donde se encontraba el palacete llamado del Doctoral La Riva, el alcalde José Méndez Espino aprobó la construcción de un edificio anexo en dicho solar, diseñado por el afamado Rafael Moneo, siendo inaugurado en 1998 bajo mandato de Miguel Ángel Cámara Botía. Con este proyecto se quiso hacer presente a la autoridad pública municipal en una plaza que tradicionalmente había representado al poder religioso. Se la ha considerado como una de las obras señeras del arquitecto y uno de los símbolos de la Murcia contemporánea.

## Curiosidades
En una de las viviendas de la plaza se sitúa la acción de la película de Carlos Saura Pajarico (1997), protagonizada por Francisco Rabal y Juan Luis Galiardo.